# 柳州工学院
柳州工学院是中华人民共和国的一所全日制本科民办普通高等学校，位于广西壮族自治区柳州市鱼峰区。
柳州工学院创建于2002年，前身为广西科技大学鹿山学院，由柳州市政府与广西科技大学共同举办。2020年4月，学校经教育部批准转设为由广西壮族自治区教育厅主管的普通全日制本科高校，更名为“柳州工学院”

## 历史
2002年，广西工学院鹿山学院成立。
2013年，更名为广西科技大学鹿山学院。
2020年4月9日，经中华人民共和国教育部批准，广西科技大学鹿山学院脱离广西科技大学管理，并转设为民办本科院校柳州工学院，由广西柳州市东城投资开发集团有限公司全资持有。核定全日制在校生发展规模为1.2万人。

## 校园概况
学校位于广西工业重镇、历史文化名城柳州市，校园占地面积1283.21亩，总投资逾13亿元人民币，总建筑面积42.54万平方米。拥有配套设施先进的教学与实验实训楼群，建设有基础实验中心、金工实习中心、各专业实验实训室、仿真实验实训中心等近170个实践教学平台，图书馆纸质馆藏书约185.21万册。

## 院系设置
学校现有8个二级学院，3个教学部，有47个本科专业（方向）。
- 机械工程学院
- 汽车工程学院
- 土木建筑工程学院
- 信息科学与工程学院（软件学院合署）
- 经济管理学院（标准化学院合署）
- 设计艺术学院（知音动画产业学院合署）
- 语言文化与国际教育学院（公共外语教学部）
- 食品与化学工程学院
- 马克思主义学院
- 体育教学部
- 公共基础教学部

## 师生概况

### 学生
学校现有在校普通本科生16000余人。

### 教员
学校有专任教师812人。其中65.64%具有博士、硕士学位；42.73%具有高级职称。